# Bres (Marvel Comics)
Pour les articles homonymes, voir Bres et Brès.
Bres est un personnage de fiction, super-vilain appartenant à l'univers de Marvel Comics. Il est apparu pour la première fois dans le comic book Avengers #225, en 1982. Il est inspiré par son homologue dans la mythologie celtique.

## Biographie du personnage
Bres est un Fomor, une race extra-dimensionnelle vivant à Avalon. Les Fomors sont des ennemis des Tuatha De Danann. Fils non reconnu du seigneur de la guerre Elathan, qui viola Eriu, une déesse de Dana (issue elle-même de la lignée de dieux celtes engendrés par Gaea), il fut choisi par les Dana pour remplacer Nuadhu, qui avait perdu une main dans un combat. Il comptait livrer Avalon à la soumission de ses pairs, les Fomors, mais Nuathu, guéri par Dian Cecht le Guérisseur, reprit le pouvoir. Les Dana éradiquèrent les Fomor au cours d'une guerre sanglante, et Bres fut exilé dans un royaume extradimensionnel, en dehors d'Avalon.
Vers le XIIe siècle, Bres et les Fomor survivants tentèrent de reprendre Avalon, qui perdait peu à peu son pouvoir magique. Amergin, le défenseur d'Avalon conjura son descendant futur, le Docteur Druid, et le Chevalier Noir des Vengeurs. Il tenta de s'infiltrer sur Terre, mais y fut capturé par les super-héros. Il fut fait prisonnier, détenu dans le QG du Projet Pegasus.
Bres manipula les gardes du Projet et tua l'un d'eux, Harry Winslow, d'une crise cardiaque. Il en profita pour libérer le mutant Solarr de sa cellule. Solarr détestait Winslow et il incinéra son corps. Bres lança alors un sort pour réanimer le corps, en drainant l'énergie vitale de Solarr, ce qui tua le criminel. Mais Bres fut ensuite battu par Iron Fist et Le Faucon.

## Pouvoirs et capacités
- De par sa nature extradimensionnelle, Bres possède une longévité et une endurance remarquables, et une grande force physique. Il peut soulever une vingtaine de tonnes, mais grâce à sa magie, a déjà porté près de 70 tonnes.
- Bres est un être magique très puissant. On l'a déjà vu retenir dans un champ mystique le Marteau de Thor, dépassant ainsi la magie asgardienne qui fait que l'arme retourne dans la main du dieu.
- Au combat, il utilise des rayons destructeurs à distance.
- Il peut voler, changer de forme et possède un don de voyance limitée. On l'a aussi vu modifier le climat et créer des illusions très réelles.
- Grâce à un sort, Bres aime faire ressortir les sentiments noirs de ses adversaires, qui revivent alors leurs pires moments, perdant tout courage.
- Créature mystique, Bres est très vulnérable à la magie et au fer, qui trouble ses pouvoirs magiques.